# مقصودلو (هریس)
مقصودلو یکی از روستاهای استان آذربایجان شرقی است که در دهستان بدوستان شرقی بخش مرکزی شهرستان هریس شهرستان هریس واقع شده‌ است . تاریخچه :" در کتاب وقف نامه ربع رشیدی نوشته رشیدالدین فضل اله همدانی (قرن هفتم هجری) از این روستا با نام "پرام علیا" یاد شده و در ردیف ۵۲ صورت موقوفات ربع رشیدی چنین آمده است:" قریه پرام علیا از قر[ا]ی ناحیه بدوستان از توابع مدینه تبریز، حدود آن متصل  است به  اراضی قریه سرای جق ، و به اراضی قریه پرام سفلی و به اراضی قریه مینق و به اراضی مزرعه بزوان از مزارع  قریه هرس با طاحونه های که درین قریه است  با جمیع توابع و لواحق."
همچنین این روستا زادگاه پدری امیرحسین مقصودلو ملقب به تتلو میباشد.
نیز کویر گمشده در دل آذربایجان یعنی شوش قوم مقصودلو در این روستا قرار دارد.